# Koniec romansu
Koniec romansu (ang. The End of the Affair) – powieść brytyjskiego autora Grahama Greene’a, opublikowana w 1951. Była dwukrotnie ekranizowana: w 1955 i 1999.

## Treść
Akcja powieści rozgrywa się w Londynie podczas II wojny światowej oraz wkrótce po jej zakończeniu. Treść dotyczy związku pomiędzy centralnymi postaciami: pisarzem Maurice’em Bendrixem, jego przyjacielem, Henrym Milesem oraz żoną Henry’ego, Sarą Miles. Romans pomiędzy pisarzem i żoną przyjaciela, który jest nieświadomy tego związku, przechodzi rozmaite fazy. Sytuacja komplikuje się jeszcze bardziej, kiedy pisarz nieomal ginie od wybuchu bomby, a Sara coraz mocniej wierząca, obiecuje Bogu, że z nim zerwie, jeśli Maurice przeżyje.
Tak też się dzieje i romans zostaje przerwany na kilka lat, po czym ponownie odżywa po przypadkowym spotkaniu obu mężczyzn, w czasie którego Henry Miles prosi pisarza o śledzenie żony podejrzewanej przez niego o romans.
Treść powieści została przedstawiona w formie dziennika pisarza ateisty, przemieniającego go często w zbuntowany i obrazoburczy dialog z Bogiem.

## Ekranizacje
W 1955 r. książkę przeniósł na ekran Edward Dmytryk. W zrealizowanym przez niego filmie wystąpili m.in. Deborah Kerr jako Sarah Miles, Van Johnson jako Maurice Bendrix, John Mills jako Albert Parkis, oraz Peter Cushing jako Henry Miles.
W 1999 r. powieść powtórnie zekranizował irlandzki reżyser Neil Jordan. W nowej ekranizacji zagrali Julianne Moore jako Sarah Miles, Ralph Fiennes jako Maurice Bendrix, oraz Stephen Rea jako Henry Miles. Julianne Moore za swoją rolę uzyskała nominację do nagrody dla najlepszej aktorki. Autorem muzyki do filmu jest Michael Nyman.
W 2004 r. Jake Heggie na podstawie powieści skomponował operę. Jej premiera odbyła się w marcu w Houston Grand Opera tego samego roku.